# Малый Пожег
Малый Пожег — река в России, протекает по Гайнскому району Пермского края. Устье реки находится в 2 км по левому берегу реки Верхний Пожег. Длина реки составляет 12 км.
Исток реки в лесном массиве в 18 км к северо-западу от посёлка Серебрянка (центр Серебрянского сельского поселения). Река течёт на юг по ненаселённому лесу.

## Данные водного реестра
По данным государственного водного реестра России относится к Камскому бассейновому округу, водохозяйственный участок реки — Кама от истока до водомерного поста у села Бондюг, речной подбассейн реки — бассейны притоков Камы до впадения Белой. Речной бассейн реки — Кама.
Код объекта в государственном водном реестре — 10010100112111100001853.